# Barbarian Queen II
Barbarian Queen II (Originaltitel: Barbarian Queen II: The Empress Strikes Back) ist ein 1989 produzierter US-amerikanischer Barbarenfilm aus dem Genre der Fantasyfilme. Der Film ist der Nachfolger von Barbarian Queen (1985), zu dem allerdings inhaltlich kein Zusammenhang besteht.

## Handlung
Prinzessin Athalia soll auf Wunsch ihres Vaters, des Königs, vermählt werden. Bei den Vorbereitungen zur Hochzeit erreicht die Hofgesellschaft jedoch die Nachricht, dass der König bei einem Ausritt im Kampf mit feindlichen Rittern erschlagen worden sei. Als Nachfolger wird der grausame und herrschsüchtige Arkanis ernannt.
Zur Vollendung der Königskrönung und zur Ausübung königlicher Macht wird jedoch ein heiliges, magisches Zepter benötigt, das sich in einem Kellergewölbe des Schlosses unter einem magischen Schutzschild befindet, der nur durch einen bestimmten Zauberspruch aufgelöst werden kann. Die Formel für diesen Zauberspruch ist nur Prinzessin Athalia bekannt, diese besteht jedoch auf einen Beweis des Todes ihres Vaters und verweigert Arkanis jegliche Information. Sie wird daraufhin eingekerkert, kann allerdings mit Hilfe der Arkanis-Tochter Tamis entfliehen.
Athalia schließt sich mit zwei Kriegerinnen einem Aufstand gegen Arkanis an, von dem Wunsch beseelt, die Tyrannei abzuschaffen, ihren Vater zu rächen und das Volk zu befreien.

## Hintergrund
Die Dreharbeiten fanden in Mexiko statt.

## Kritik
„Billig produzierter Fantasy-Film mit Sex-Einlagen, dessen dürftige Geschichte sich vor durchschaubaren Pappkulissen abspielt“, befand das Lexikon des internationalen Films.